# Carsten Momsen
Carsten Momsen (* 1966 in Bremen) ist ein deutscher Jurist und Professor an der Freien Universität Berlin.

## Leben
Momsen absolvierte von 1985 bis 1987 eine Ausbildung zum Bankkaufmann und wurde dann bis 1989 Devisen- und Wertpapierhändler in Bremen und Frankfurt am Main. Anschließend studierte er bis 1993 Rechtswissenschaft an der Georg-August-Universität Göttingen. Ab 1994 war er Mitarbeiter am Lehrstuhl für Strafrecht, Strafprozessrecht, Strafrechtsvergleichung bei Manfred Maiwald und Forschungsstipendiat des Landes Niedersachsen. Daneben nahm er ein Zweitstudium in Philosophie sowie Mittlere und Neuere Geschichte auf. 1996 erfolgte in Göttingen die Promotion zum Dr. jur. zum Thema Verfahrensfehler und Rügeberechtigung im Strafprozeß. Bis 1998 trat er seinen Referendardienst am Oberlandesgericht Celle an. Daran anschließend wurde Momsen wissenschaftlicher Assistent bei Maiwald in Göttingen. Nebenberuflich war er zudem als Strafverteidiger vor allem in Wirtschaftsstrafverfahren und Revisionsverfahren tätig. 2004 erfolgte seine Habilitation zum Thema Die Zumutbarkeit als Grenze strafrechtlicher Pflichten.
Im selben Jahr nahm Momsen einen Ruf an den Lehrstuhl für Strafrecht einschließlich Wirtschaftsstrafrecht und Strafprozessrecht an der Universität des Saarlandes an. Von 2006 bis 2009 war er als Dozent im Fachanwaltskurs tätig. 2008 wurde ihm der Landespreis für Hochschullehre verliehen. 2010 nahm Momsen einen Ruf an den Lehrstuhl für Strafrecht, Strafprozessrecht und Wirtschaftsstrafrecht an der Gottfried Wilhelm Leibniz Universität Hannover an. Im selben Jahr gründete er die Forschungsstelle für Bank- und Kapitalmarktrecht sowie Kapitalmarktstrafrecht. Im Jahr 2012 war er Gastdozent an der Symbiosis Law School in Pune. Ab 2012 leitete er auch die Studentische Rechtsberatung an der Universität Hannover. Von 2013 bis 2015 war Momsen Studiendekan an der Juristischen Fakultät der Universität Hannover.
Seit 2015 leitet Momsen den Arbeitsbereich (Lehrstuhl) für vergleichendes Strafrecht, Strafverfahrensrecht, Wirtschafts- und Umweltstrafrecht der Freien Universität Berlin. Im Jahr 2016 war er als Gastprofessor an der University of Toronto – Faculty of Law, Toronto/Kanada. 2019 ist als Gastprofessor erneut an der University of Toronto – Faculty of Law, Toronto/Kanada, sowie am John Jay College of Criminal Justice der City University New York (CUNY)/USA. 2020 war Momsen erneut Gastprofessor am Center for International Human Rights des John Jay College of Criminal Justice der City University New York (CUNY)/USA. 2023 hat er erneut eine Gastprofessur an der University of Toronto – Faculty of Law inne. Zudem ist er im Rahmen des Projects „FACE“ (Future Aspects of Crime and Enforcement) UNA-Europa Chair 2023 an der KU Leuven in Belgien.
Momsen ist ständiges Mitglied des Program Committee der „SADFE“ Conference Series (Systematic Approaches for Digital Forensic Engineering) und Mitglied des „Kriminalpolitischen Kreises“ sowie des internationalen Arbeitskreises "Foundational Principles and Concepts of Anglo-German Criminal Law and Justice" und im Steering Committee des "Virtual Comparative Criminal Law Seminar “(VCCL Seminar)”. Seit 2017 ist Momsen Gründungsmitglied und PI des „Einstein Center Digital Future“. Momsen ist seit 2018 Mitglied des „AE-Arbeitskreis Alternativentwurf“. Seit 2020 ist Momsen Scholar in Residence an der New York Law School, New York, USA und ongoing visiting professor am Center for International Human Rights des John Jay College of Criminal Justice der City University New York (CUNY)/USA.
Er leitet das Projekt „FU Law Clinic – Praxis der Strafverteidigung“. Das Projekt wurde 2019 um eine Pro-Bono Beratung im Strafbefehlsverfahren in Kooperation mit der Berliner Strafverteidigervereinigung erweitert. Mit Kirstin Drenkhahn hat Momsen 2020 die „FU Law Clinic Post-Conviction“ gegründet. Ebenfalls mit Kirstin Drenkhahn und mit Stefan König sowie mit Kai Ambos begründete er das deutsche „Projekt Fehlurteil und Wiederaufnahme“. Außerdem gründete er mit Kirstin Drenkhahn und Sarah Lisa Washington das „Criminal Justice Reform Project“, das unter anderem regelmäßige Veranstaltungen mit ausländischen, insbesondere US-amerikanischen Partnern durchführt. Seit 2021 veranstaltet Momsen an der Freien Universität Berlin in Kooperation mit dem CIHR des John Jay College of Criminal Justice (CUNY) gemeinsam mit George Andreopoulos das „Transatlantic Forum“, eine Diskussionsplattform insbesondere für „young academics“. Es finden regelmäßige Vortrags- und Diskussionsveranstaltungen statt. Am John Jay College Center for International Human Rights ist Momsen ebenfalls Mitglied der Artificial Intelligence and Digital Citizenship Initiative. Momsen ist Mitglied des "Freie Universität Empirical Legal Studies Center (FUELS)", Senior Researcher im Projekt "The Laws of Social Cohesion" der "Berlin University Alliance (BUA), sowie im Steering Committee des EU-Projekts "THE DIGIRIGHTS PROJECT -Digitalisation of Defence Rights in Criminal Proceedings" (KU Leuven u. a.).
Seit 2024 Ist Momsen Prodekan für Studium und Lehre am Fachbereich Rechtswissenschaft der FU Berlin.
Momsen ist nebenberuflich als Strafverteidiger in Kooperation mit der Kanzlei Hannover und Partner in Bremen tätig, insbesondere im Revisions- und Wirtschaftsstrafrecht sowie in Verfahren mit Bezug zu den USA.